# Catagramma rondoni
Catagramma rondoni är en fjärilsart som beskrevs av Ribeiro 1931. Catagramma rondoni ingår i släktet Catagramma och familjen praktfjärilar. Inga underarter finns listade i Catalogue of Life.